# Bawełniak ekwadorski
Bawełniak ekwadorski (Sigmodon inopinatus) – gatunek ssaka z podrodziny bawełniaków (Sigmodontinae) w obrębie rodziny chomikowatych (Cricetidae).

## Zasięg występowania
Bawełniak ekwadorski występuje tylko w wysoko położonych Andach (od 3500 do 4000 m n.p.m.) w południowo-środkowej części Ekwadoru.

## Taksonomia
Gatunek po raz pierwszy zgodnie z zasadami nazewnictwa binominalnego opisał w 1924 roku amerykański teriolog i paleontolog Harold Elmer Anthony nadając mu nazwę Sigmodon inopinatus. Holotyp pochodził z Urbiny, na zboczach wulkanu Chimborazo, na wysokości 11400 ft (3474 m), w Prowincji Chimborazo, w Ekwadorze. 
Autorzy Illustrated Checklist of the Mammals of the World uznają ten takson za gatunek monotypowy.

### Etymologia
- Sigmodon: gr. σῖγμα sigma „litera Σ”; ὀδούς odous, ὀδóντος odontos „ząb”; w aluzji do sigmoidalnego wzoru na zębach trzonowych gdy ich korony są zużyte[7].
- inopinatus: łac. inopinatus „niespodziewany, nieoczekiwany”, od in- „nie”; opinatus „przypuszczalny, rzekomy”, od opinari „przypuszczać”[8].

## Morfologia
Długość ciała (bez ogona) 136–167 mm, długość ogona 78–99 mm, długość ucha 14–22 mm, długość tylnej stopy 28–30 mm; brak szczegółowych danych dotyczących masy ciała. 

## Tryb życia
Ich zachowanie jest bardzo mało znane, ale przypuszcza się, że żyją tak, jak inne gatunki z rodzaju Sigmodon. Zakładają nory blisko strumieni, w gęstych trzcinach, w torfowiskach. Podobne środowisko preferuje kilka innych gatunków z tego rodzaju. U jednej samicy znaleziono 4 zarodki.

## Populacja
Bardzo rzadki, wymierający gatunek znany tylko z dziesięciu okazów.

## Zagrożenia
Bawełniaki ekwadorskie są zagrożone przez fragmentację, wylesianie i rolnictwo.